# Baden (Automarke)
Baden war eine US-amerikanische Automarke.

## Markengeschichte
Ein Unternehmen aus Baden in Missouri stellte von 1916 bis 1919 Automobile her. Der Markenname lautete Baden. Die Fahrzeuge wurden nicht beworben, nicht auf Automobilausstellungen präsentiert und nicht über Zwischenhändler vertrieben. Insgesamt wurden zwischen 30 und 50 Fahrzeuge verkauft, überwiegend in Baden.

## Fahrzeuge
Ein selbst hergestellter Vierzylindermotor trieb die Fahrzeuge an. Im Angebot standen offene Tourenwagen. Die Qualität wird als schlecht beschrieben.